# Bangabandhu-1
Bangabandhu-1 (Спутник Бангабанду-1) — первый бангладешский геостационарный спутник связи, успешно выведенный на геопереходную орбиту 11 мая 2018 года. Запуск состоялся 11 мая 2018 года в 20:14 (по UTC), ракетой-носителем выступила ракета Falcon 9 Block 5, что стало её первым практическим применением.
Спутник находится в ведении Бангладешской комиссии по регулированию телекоммуникации (BTRC).

## Описание
Бангабанду-1 является первым спутником Бангладеш, назван по прозвищу (Бангабанд(х)у, означающего «Друг бенгальцев») первого президента страны Муджибура Рахмана.
Ожидается, что спутник займёт геостационарную орбиту с позицией в 119,1° восточной долготы. Спутник был произведен компанией Thales Alenia Space на базе спутниковой платформы Spacebus 4000B2. Спутник несёт 40 транспондеров и обладает максимальной загрузкой по полосе частот до 1600 МГц. Ожидаемое время работы спутника оценивается в 15 лет.